# アニリン
アニリン (aniline) はベンゼンの水素原子の一つをアミノ基で置換した構造を持つ、芳香族化合物のひとつ。アニリンはIUPAC命名法の許容慣用名であるが、系統名ではフェニルアミン (phenylamine) またはベンゼンアミン (benzenamine) となる。ほかに慣用名としてアミノベンゼン (aminobenzene) がある。
染料、ゴムなどの化学製品、農薬や医薬品などを製造する際の中間物質として取り扱われている。

## 性質
無色透明の液体で可燃性である。水には難溶だが、アルコール、エーテル、ベンゼンには易溶。弱塩基性であり、塩酸との中和による塩（アニリン塩酸塩）は水に溶ける。毒性を持ち、接触、吸入により速やかに人体に吸収され、中毒症状を起こす。中毒によってメトヘモグロビンが生成され、高メトヘモグロビン血症によりチアノーゼや呼吸困難を起こし死に至ることもある。飲酒によって症状が悪化するので注意を要する。ビタミンCの摂取が有効である。
さらし粉を加えると赤紫色を呈するが、実験室ではニンヒドリン水溶液を加えて紫系色変化から確認することがある。
また、酸化させると黒くなり、染料や顔料に使われている（アニリンブラック）。無水酢酸を加えるとアセトアニリドになる。ベンゼンスルホン酸を加えるとアニリンベンゼンスルホン酸塩になる。

## 用途
単独の素材として用いられることは少なく、染料、ゴムなどの化学製品、農薬や医薬品などを製造する際の中間物質として取り扱われている。
引火点70℃・発火点615℃で、消防法上の第4類危険物（第3石油類）に指定されている。毒物及び劇物取締法により劇物に指定されている
2015年度日本国内生産量は 369,337t、消費量は 292,251t 、出荷量は、79,510tである。なお2016年以降は、数字秘匿（生産者が一定数以下になると、個々の企業の数値が推測可能になるため、公表されなくなる）のため不明。

## 歴史
1826年、O.ウンフェルドルベンはインディゴを強く熱することで新しい有機化合物を得、これを「クリスタリン」と名付けた。1841年、K. フリッツェも同様の実験を行い、インディゴの原料となる植物「アニル (anil)」から「アニリン」の名を与えた。またこれと別に1834年にはルンゲがコールタールを蒸留した液体から新規物質を取り出し、「キアノール」と命名していた。後にA・W・ホフマンが彼らの実験を追試し、元素分析を行うことでこれらが全て同一の物質、アニリンであることを証明した。
1856年、当時18歳の少年化学者であったウィリアム・パーキンは、マラリアの特効薬であるキニーネを合成しようとアニリンを酸化する反応を試すうち、偶然紫色の染料（モーブ）を作り出した。彼は資産家であった親を説得し、この染料を作る工場を設立した。これが、以後数百種類製造されることになる合成染料の第1号である。

## 合成法
アニリンの合成法はいくつか知られているが、工業的な合成において代表的な Béchamp 還元法と接触還元法について述べる。いずれもニトロベンゼンを還元（下式）することで合成する。

### Béchamp 還元法
鉄と酸を用いてニトロベンゼンを還元し、アニリンを合成する方法である。塩酸を用いる場合、途中で生じる塩化鉄(II) はさらに酸化されて塩化鉄(III) になり、それらが反応して四酸化三鉄になると同時に塩酸が再生されるので、塩酸は触媒量でよい（基質の 2–3%）。
{\displaystyle {\ce {{C6H5NO2}+ {3Fe}+ 6HCl -> {C6H5NH2}+ {3FeCl2}+ 2H2O}}}
{\displaystyle {\ce {{C6H5NO2}+ {6FeCl2}+ 6HCl -> {C6H5NH2}+ {6FeCl3}+ 2H2O}}}
{\displaystyle {\ce {{FeCl2}+ {2FeCl3}+ 4H2O -> {Fe3O4}+ 8HCl}}}

### 接触還元法
ニッケルや銅といった水素化触媒を用いて、水素ガスでニトロベンゼンをアニリンへ還元する方法であり、高い選択性を示す。
{\displaystyle {\ce {C6H5NO2\ + 3H2 -> C6H5NH2\ + 2H2O}}}

## アニリンの誘導体
アニリンの誘導体（アリールアミン類）は医薬にも数多く見られ、またトリアリールアミンは有機ELなどの材料として重要な化合物群である。しかしこれらの構造は、以前は有力な合成法があまり知られていなかった。近年ハロゲン化アリールとアミン類を直接カップリングする反応（バックワルド・ハートウィッグアミノ化反応、ウルマン反応）の研究が進み、容易に多くの誘導体が合成できるようになっている。
2,4-ジメチルアニリン（asym-m-キシリジン）は農薬であるアミトラズの抵抗性の分解物であり、遺伝子毒性、奇形性、発癌性を示す
。

### おもな誘導体
- アセトアニリド
- アニリン塩酸塩